# British Superbike Championship

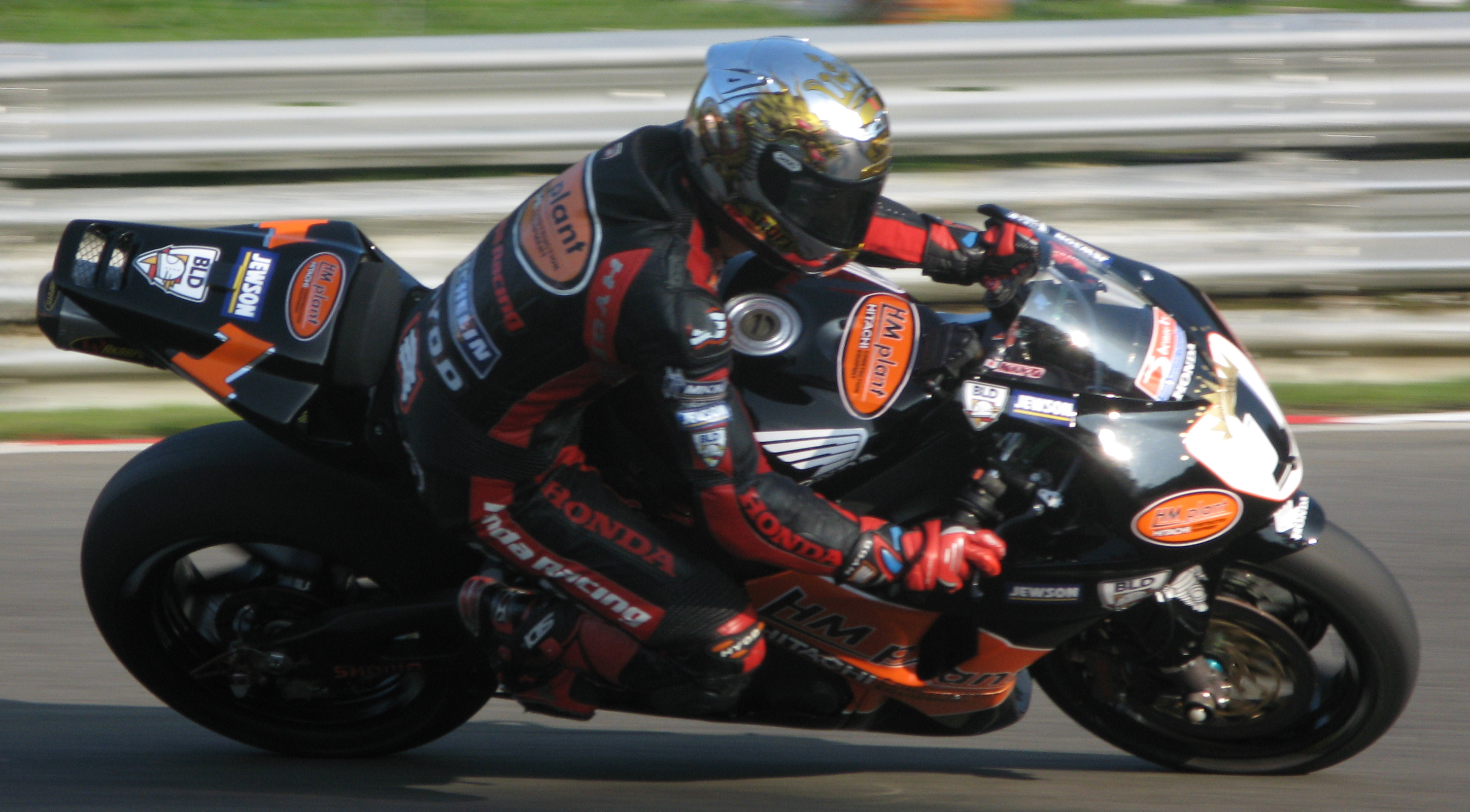
Ryuichi Kiyonari lors de la dernière course de la saison 2007 du BSB.

Le British Superbike Championship (BSB) est le principal championnat de Superbike au Royaume-Uni.
Le championnat est géré et organisé par MotorSport Vision,.
Les titres pilotes et constructeurs sont décernés chaque année à l'issue de la dernière épreuve. Une « Cup » existe pour les pilotes qui courent dans leur propre écurie.
Ducati, Honda, Yamaha, Kawasaki et Suzuki participent tous à ce championnat. Depuis 2008, toutes les équipes utilisent des pneus Pirelli.

## Historique
Shane Byrne avec ses six titres détient le record de victoires. Parmi les autres champions, on retrouve Niall Mackenzie, Neil Hodgson, Troy Bayliss et Steve Hislop. Chris 'the Stalker' Walker a terminé à quatre reprises sur le podium. Plusieurs pilotes ont disputé des courses du Championnat du monde de Superbike ou de MotoGP. 
En 2009, deux pilotes français ont pris part à la compétition, il s'agit de Sylvain Guintoli et de Julien Da Costa.

## Palmarès
| Année | Catégorie       | Pilote               | Pays       | Moto                 | Équipe                    |
| ----- | --------------- | -------------------- | ---------- | -------------------- | ------------------------- |
| 1988  | 750 cm3 / TT F1 | Darren Dixon         | Angleterre | Suzuki               |                           |
| 1989  | Superbike       | Brian Morrison       | Écosse     | Honda                |                           |
| 1990  | 750 cm3 / TT F1 | Terry Rymer          | Angleterre | Yamaha               |                           |
| 1991  | 750 cm3 / TT F1 | Rob McElnea          | Angleterre | Yamaha               | Team Loctite              |
| 1992  | 750 cm3 / TT F1 | John Reynolds        | Angleterre | Kawasaki             | Team Green                |
| 1993  | Superbike       | James Whitham        | Angleterre | Yamaha               | Fast Orange               |
| 1994  | Superbike       | Ian Simpson          | Écosse     | Norton rotary F1     | Team Crighton             |
| 1995  | Superbike       | Steve Hislop         | Écosse     | Ducati 916/955       | Devimead                  |
| 1996  | Superbike       | Niall Mackenzie      | Écosse     | Yamaha YZF750        | Cadbury's Boost           |
| 1997  | Superbike       | Niall Mackenzie      | Écosse     | Yamaha YZF750        | Cadbury's Boost           |
| 1998  | Superbike       | Niall Mackenzie (3)  | Écosse     | Yamaha YZF750 (3)    | Cadbury's Boost           |
| 1999  | Superbike       | Troy Bayliss         | Australie  | Ducati 996           | INS GSE                   |
| 2000  | Superbike       | Neil Hodgson         | Angleterre | Ducati 996           | INS GSE                   |
| 2001  | Superbike       | John Reynolds        | Angleterre | Ducati 996 RS        | Reve Red Bull             |
| 2002  | Superbike       | Steve Hislop         | Écosse     | Ducati 998 RS(2)     | Paul Bird MonsterMob      |
| 2003  | Superbike       | Shane Byrne          | Angleterre | Ducati 998 F02       | Paul Bird MonsterMob      |
| 2004  | Superbike       | John Reynolds (3)    | Angleterre | Suzuki GSX-R1000     | Crescent Q8 Rizla         |
| 2005  | Superbike       | Gregorio Lavilla     | Espagne    | Ducati 999 F04       | Airwaves GSE              |
| 2006  | Superbike       | Ryuichi Kiyonari     | Japon      | Honda CBR1000RR      | HM Plant HRC              |
| 2007  | Superbike       | Ryuichi Kiyonari     | Japon      | Honda CBR1000RR      | HM Plant HRC              |
| 2008  | Superbike       | Shane Byrne          | Angleterre | Ducati 1098          | Airwaves Ducati           |
| 2009  | Superbike       | Leon Camier          | Angleterre | Yamaha YZF-R1        | Airwaves GSE              |
| 2010  | Superbike       | Ryuichi Kiyonari (3) | Japon      | Honda CBR1000RR      | HM Plant HRC              |
| 2011  | Superbike       | Tommy Hill           | Angleterre | Yamaha YZF-R1        | Swan Yamaha               |
| 2012  | Superbike       | Shane Byrne          | Angleterre | Kawasaki ZX-10R      | Rapid Solicitors Kawasaki |
| 2013  | Superbike       | Alex Lowes           | Angleterre | Honda CBR1000RR (4)  | Samsung Honda UK          |
| 2014  | Superbike       | Shane Byrne          | Angleterre | Kawasaki ZX-10R      | Rapid Solicitors Kawasaki |
| 2015  | Superbike       | Josh Brookes         | Australie  | Yamaha YZF-R1        | Milwaukee Yamaha          |
| 2016  | Superbike       | Shane Byrne          | Angleterre | Ducati 1199 Panigale | Be Wiser Ducati           |
| 2017  | Superbike       | Shane Byrne (6)      | Angleterre | Ducati 1199 Panigale | Be Wiser Ducati           |
| 2018  | Superbike       | Leon Haslam          | Angleterre | Kawasaki ZX-10R      | JG Speedfit Kawasaki      |
| 2019  | Superbike       | Scott Redding        | Angleterre | Ducati Panigale V4   | Be Wiser Ducati           |
| 2020  | Superbike       | Josh Brookes (2)     | Australie  | Ducati Panigale V4   | VisionTrack Ducati        |
| 2021  | Superbike       | Tarran Mackenzie     | Écosse     | Yamaha YZF-R1        | McAMS Yamaha              |
| 2022  | Superbike       | Bradley Ray          | Angleterre | Yamaha YZF-R1 (5)    | Rich Energy OMG Yamaha    |